# Elisa Rojas
Elisa Rojas (Santiago de Xile, Xile, 30 d'abril de 1979) és una advocada franco-xilena del Col·legi d'Advocats de París, militant per als drets de les dones i de les persones en situació de discapacitat. Va cofundar a França el Col·lectiu Lluites i discapacitats per a la igualtat i l'emancipació (Collectif Luttes et hàndicaps pour l'égalité et l'émancipation, CLHEE).

## Biografia
Elisa Rojas va néixer a Santiago de Xile el 30 d'abril de 1979. Va arribar a França durant la seva joventut. Rojas pateix una discapacitat: té una osteogènesi imperfecta, malaltia genètica estranya que l'obliga a desplaçar-se en cadira de rodes i les conseqüències de les quals són un afebliment dels ossos i un bloqueig del creixement.
La seva família es va instal·lar durant una petita temporada a la Bretanya, prop de la localitat de Roscoff, i després es va mudar a París. Rojas va estudiar literatura a l'institut, per després iniciar estudis de Dret, fins a obtenir el DESS (Diploma d'Estudis Superiors Especialitzats) en Drets humans i internacional humanitari. Va obtenir un càrrec en el Consell de l'Ordre dels Advocats, en la defensa dels drets i els recursos dels refugiats als quals un permís de residència els ha estat denegat. Es va especialitzar després en dret laboral i en els drets de les persones discapacitades.

## Publicació
L'any 2020 va publicar la novel·la Mister T i jo (en francès, Mister T et moi), descrita a la revista Marie Claire com «un romanç polititzat». Aquesta novel·la descriu l'exclusió de les dones discapacitades de l'imaginari afectiu i amorós col·lectiu, i descriu com la protagonista rep comentaris indicant que, a causa de la seva discapacitat, no té cap possibilitat de viure una història d'amor amb un home sense discapacitat. Descriu també la seva presa de consciència del fenomen social del capacitisme.

## Preses de consciència
Va saltar a la fama l'any 2004 després de publicar un article contra l'aspecte miserabilístic del Téletón. Després va cofundar el col·lectiu «No a l'ajornament» el 2015, amb la finalitat de lluitar contra els retards de posada en funcionament de les normes d'accessibilitat en els llocs públics per a les persones discapacitades. A més del seu compromís des de fa temps en la lluita pels drets de les persones discapacitades, Elisa Rojas milita igualment a favor del feminisme interseccional.
Rojas també s'oposa regularment al president francès Emmanuel Macron i a la seva secretària d'Estat a càrrec de la discapacitat, Sophie Cluzel, per exemple denunciant l'aspecte comunicacional de la iniciativa DuoDay.